# (601) Nerthus
(601) Nerthus es un asteroide perteneciente al cinturón de asteroides descubierto el 21 de junio de 1906 por Maximilian Franz Wolf desde el observatorio de Heidelberg-Königstuhl, Alemania.
Está nombrado por Nerthus, una diosa de la mitología nórdica.